# مشهورات (فصيلة)
مشهورات أو البق الناقب أو بق الحجور أو البق الحفَّار (الاسم العلمي: Cydnidae)، فصيلة حشرات من رتبة نصفيات الأجنحة. تضم حوالي 750 نوعًا.